# Símbolos mágicos de Islandia
En la Islandia medieval existieron varios símbolos mágicos (en islandés, galdrastafir)  o rúnicos, con supuesta capacidad de producir efectos sobrenaturales.

## Trasfondo
Hasta la fecha no se han encontrado fuentes escritas anteriores al siglo XVII, pero se han conservado en grimorios del mismo periodo y posteriores.
De acuerdo con el Museo de Adivinación y Brujería de Islandia, los supuestos efectos  de muchos de estos símbolos eran muy relevantes para los islandeses de aquel tiempo, quienes mayoritariamente practicaban la agricultura de subsistencia y debían lidiar con un clima hostil.